# Бендера Володимир Володимирович
Володи́мир Володи́мирович Бенде́ра (1983, с. Кам'янки, Тернопільська область — 18 жовтня 2023, Донецька область) — український військовослужбовець, учасник російсько-української війни, загинув внаслідок російського вторгнення в Україну.

## Життєпис
Народився 1983 року в селі Кам'янки Тернопільської області.
У збройних силах з вересня 2023 року.
Загинув 18 жовтня 2023 року.

## Нагороди
- Орден «За мужність» ІІІ ступеня[2]